# Півстоліття напівтиші
«Півстоліття напівтиші» — антологія поетів Нью-Йоркської Групи, яку уклала член цієї групи Д-р Марія Ревакович. Видана київським видавництвом «Факт» у 2005 р.
Це найновіші видання поезій відомої літературної групи, котра від кінця 50-х років XX ст. творила своєрідну атмосферу літературного життя у діяспорі і, безперечно, стала видатним явищем в історії української літератури.
В антології представлено 12 поетів: Віру Вовк, Богдана Бойчука, Женю Васильківську, Юрія Коломийця, Емму Андієвську, Юрія Тарнавського, Богдана Рубчака, Патрицію Килину, Олега Коверка, Марка Царинника, Романа Бабовала та Марію Ревакович — імена, котрі визначають творче обличчя групи: від тих, хто її засновував і творив — аж до наймолодших її учасників, що приєдналися до групи у 1980-х роках.
У передмові до цього видання «Крізь іншу призму: про феномен і поезію Нью-Йоркської Групи» Марія Ревакович з'ясовує різноманітні контексти, які пов'язані з виникненням Групи, стосунками з літературною критикою, модерністичними тенденціями у світовій та українській поезії у другій половині XX століття, подає стислі характеристики естетичних координат кожного з учасників цієї антології, і доходить висновку: «Я схильна до думки, що на сьогодні існують індивідуальні поетичні особистості, але групова розмова — затихла, а де немає розмови, там починається історія». Очевидно, що таке твердження упорядника і учасника Групи цілком відповідає дійсності, що передбачає погляд на Групу та її окремих творців уже з точки зору її та їх історико-літературного значення та ваги, хоча не варто випускати з поля зору й того факту, що дехто з Нью-Йоркської групи, зокрема Богдан Бойчук, Юрій Тарнавський чи Віра Вовк під сучасну пору видають нові книжки і є творцями сучасного літературного процесу, однак, уже в інших умовах та обставинах.
З-поміж авторів антології присутніми на презентації були лише троє: Богдан Бойчук, Марія Ревакович та Юрій Тарнавський. Бойчук і Тарнавський читали свої твори, а Марія Ревакович зачитала по кілька віршів поетів, які увійшли до цього видання. Присутність декого з Групи стала приємною несподіванкою, оскільки поети НЙГ сьогодні мешкають по різних континентах.
На сьогодні це найповніше і найґрунтовніше видання поезій Нью-Йоркської Групи, в якій представлено корпус текстів, що становлять досягнення українського модернізму XX століття.

## Презентація антології поезії Нью-Йоркської Групи в Чикаго
21 травня 2005 року в Українському Інституті Модерного Мистецтва відбулася зустріч з поетесою, представником Нью-Йоркської групи поетів Марією Ревакович, а також презентація укладеної нею і виданої в Києві антології цієї групи під назвою «Півстоліття напівтиші». Марію Ревакович представила присутнім Анна Голяш, магістр з порівняльних літератур.
Потім Марія Ревакович розповідала про свою нову роботу, представляла кожного поета Нью-Йоркської групи, читаючи їх найбільш характеристичні поезії. В кінці вечора авторка читала свої вірші.
Про творчість Марії Ревакович докладно розповів проф. Богдан Рубчак. Серед присутніх були також інші поети Нью-Йоркської групи — Олег Коверко і Юрій Коломиєць.
Нью-Йоркська група стоїть на порозі свого п'ятдесятиліття. За цей півстолітній період тільки в останні п'ятнадцять років про неї можна було почути в Україні. Десятиліття незалежності відкрило двері деяким поетам діаспори видавати книжки на рідній землі й зблизитися з тамтешнім читачем. Проте багато поетів групи замовкло, не дочекавшись такої сприятливої можливості, їхня творчість в Україні зовсім невідома. «Півстоліття напівтиші» намагається не тільки представити менш відомих поетів групи, але й охопити цілість літературного феномену, який Нью-Йоркська група, безумовно, витворила.
Феномен Нью-Йоркської групи можна розглядати в двох річищах: формально (вужче), як чітко визначене хронологічно естетично-літературне явище, і неформально (ширше), як творчі надбання кола друзів, життєві шляхи яких зударялися часом незбагненно, часом закономірно, проте завжди спонукали до творчих шукань. Коли б зосередитися лише на формальному аспекті, тоді довелося б здебільшого говорити про діяльність і творчість поетів-засновників групи, а саме про так звану первісну сімку: Богдана Бойчука, Юрія Тарнавського, Женю Васильківську. Богдана Рубчака, Патрисію Килину, Емму Андієвську та Віру Вовк. Цих поетів сплавлює не тільки схильність до таких мистецьких і філософських течій, як сюрреалізм і екзистенціалізм, але й ряд дискурсів, які витворилися в процесі формування і становлення групи. Період перших п'ятнадцяти років, від середини 50-х до початку 70-х років, виявляє й дискурсивну, й естетичну гомогенність, навіть якщо на індивідуальному рівні поети по-різному виражали свою причетність до модерністських принципів. Ця гомогенність і групова солідарність великою мірою відсутні з середини 70-х рр. З історичним авангардом групу в'яже сюрреалізм, який інспірував у різній мірі всіх поетів; з високим модернізмом — віра в інституцію мистецтва й елітарний підхід до творчості.
Модернізм, пропонований групою, безперечно, зраджує західні джерела. Це передовсім модернізм, який прославляє суб'єктивізм і підриває авторитет традиції. Крім того, поети виявляють нахил до формального новаторства й тяжіють до сильно індивідуального зображення дійсності. Наближення до естетичних принципів сюрреалізму дало можливість групі заговорити по-іншому, відкрило нові спроможності асоціативного світосприймання…
Захоплення групи модернізмом знайшло своє відбиття в численних перекладах. Згадано було вже еспаномовних поетів, яких деякі члени групи залюбки перекладали, але перекладали вони також поетів інших мов, наприклад, таких видатних постатей, як Езра Паунд, Самюель Бекетт, Пауль Целан, Фернандо Пессоа, Ґеорг Тракль, Поль Елюар, Анрі Мішо, Жак Превер, Еудженіо Монтале. Ця перекладна робота вплинула на те, що поети Нью-Йоркської групи були інтимно ознайомлені з визначними представниками західного модернізму. Тому й нічого дивного, що можна де-не-де помітити сліди впливів на окремих поетів. Гарсіа Лорка, наприклад, інспірував Килину й Васильківську.
Пабло Неруда надав чималий імпульс ранній творчості Тарнавського, а Т. Еліот, Паунд і Каммінгс впливали на Бойчука и Рубчака. Андієвська художнім перекладом ніколи не займалася, але її поезія теж зраджує близькість з чільним представником французького символізму Стефаном Малларме.
Добірки у пропонованій антології намагаються якнайвлучніше дати уявлення про цілість поетичного доробку кожного окремого поета. Безперечно, наголос поставлено на ранішу творчість, а це головно тому, що вона повніше віддзеркалює цілісність феномену, який Нью-Йоркська група витворила.